# Championnat National 3
O Championnat National 3 (em português:  Campeonato Nacional 3) é uma competição de futebol da França, equivalente à quinta divisão nacional. Sua primeira edição ocorreu em 1992-93, com o nome de Championnat National 3. Apenas em 1996-97, passou a ser chamada do nome atual de Championnat de France Amateur 2 (em português:  Campeonato da França Amador 2), mas em 2017 voltou a ser chamada de Championnat National 3.

## Regulamento
O certame é disputado em 12 grupos de 14 times cada (algumas vezes com mais clubes em alguns grupos). O primeiro colocado de cada grupo, ao fim de confrontos em ida e volta dentro dos respectivos grupos, ascende ao Championnat National 2 (quarta divisão), enquanto que os 2 piores de cada grupo, além do perdedor de uma eliminatória disputada entre o 9º, 10º, 11º e 12º são rebaixados às ligas regionais da França.
Equipes reservas de clubes profissionais da França também participam da competição e podem obter acesso.